# Sexy, Free & Single
Sexy, Free & Single là album phòng thu thứ sáu của nhóm nhạc nam Hàn Quốc Super Junior. Album được phát hành ngày 4 tháng 7 năm 2012 bởi SM Entertainment, phân phối bởi KMP Holdings và xuất hiện trên các trang nghe nhạc trực tuyến vào lúc 0h00 ngày 1 tháng 7 năm 2012. Nó là album phòng thu đầu tiên của nhóm sau 11 tháng kể từ khi album thứ 5 Mr. Simple được phát hành vào tháng 8 năm 2011.
Album này đánh dấu sự trở lại của thành viên Kangin, người đã kết thúc quá trình thực hiện nghĩa vụ quân sự của mình vào tháng 4 năm 2012, và là lần đầu tiên anh xuất hiện cùng với Super Junior sau 3 năm tạm ngừng hoạt động kể từ tháng 10 năm 2009. Đây cũng là album đầu tiên thiếu vắng Heechul, người đang thực hiện nghĩa vụ quân sự kể từ tháng 9 năm 2011; và là album cuối cùng có sự tham gia của trưởng nhóm Leeteuk trước khi anh bắt đầu nghĩa vụ quân sự của mình trong năm 2012. Đây đã là album thứ ba của nhóm với đội hình 10 người trong số 13 thành viên, theo sau vol 4 Bonamana vào năm 2010 và vol 5 Mr. Simple năm 2011. Vào ngày 18 tháng 7, phiên bản B của Sexy, Free & Single đã được phát hành, với bìa cover khác với bản A. Vào ngày 6 tháng 8,phiên bản tái bản (bản C) của Sexy,Free & Single đã được phát hành với tên gọi là SPY, có thêm 4 bài hát mới.

## Hậu cảnh
Vào ngày 21 tháng 6 năm 2012, bức ảnh teaser đầu tiên theo hình mẫu Beautiful men (Những anh chàng đẹp trai) đã được phát hành, với hình thành viên Eunhyuk trong trang phục áo trắng, quần xanh, mái tóc đuôi cá và một dải hoa trắng hồng che kín mắt. Ngày sau đó, 22 tháng 6, tiếp tục đến bức hình teaser của Donghae được tiết lộ, với trang phục gồm một tấm áo mỏng trong suốt màu đen và một tấm voan lưới màu trắng trên đầu. Ngày 23 tháng 6, ảnh teaser của Leeteuk với mái tóc bạch kim, cổ đeo dây chuyền vàng, trang điểm mắt đậm; và ảnh teaser của Ryeowook với mái tóc đỏ kèm lông vũ, được phát hành. Ảnh teaser của Yesung và Shindong được tung ra vào ngày 24, trong đó Yesung đã để lộ một phần ngực của mình và có một chiếc mũ miện làm từ những cành cây trên đầu, còn Shindong thì bị đóng băng trắng xóa với một vệt xanh trên tóc. Vào ngày 25, ảnh của Kangin và Sungmin đã được tiết lộ, cho thấy một Kangin với ánh nhìn lạnh giá với tấm mạng đội trên đầu; và Sungmin được chụp nghiêng một phía trông nữ tính với mái tóc vàng dài và ôm trên tay một bó hoa Gypsophila (hay có tên khác là hoa "baby’s breath" hoặc "hoa bibi"). Cùng ngày hôm đó, Leeteuk cũng đã tweet lên twitter của mình một tấm ảnh cùng loạt với ảnh teaser của anh nhưng ở một góc chụp khác, với dáng ngồi chống cằm như đang suy tư. Trong ngày cuối cùng, 26 tháng 6, hai bức ảnh teaser của Siwon và Kyuhyun cũng đã được hé lộ, cho thấy Siwon với mái tóc vàng dài và đội nghiêng một chiếc mũ trên đầu rất hợp với lông mày xanh của anh; cuối cùng là bức ảnh Kyuhyun được chụp nghiêng một bên và ngước nhìn lên với một khuôn mặt trắng vàng mờ ảo.

## Âm nhạc và MV
Leeteuk bày tỏ rằng nhóm đã nhận được nhiều lời đề nghị nên thay đổi phong cách âm nhạc và vũ đạo trong album mới này do sự giống nhau và trùng lặp của 3 album trước đó. Sungmin còn giải thích thêm, "Các bài hát trong những album trước của chúng tôi thường bao gồm hiệu ứng âm thanh cơ khí và nhịp điệu lặp lại, nhưng lần này chúng tôi đã cố gắng đa dạng hóa album bằng nhiều thể loại âm nhạc khác nhau như ballads, R&B, hát lại những bài hát cũ, và không phụ thuộc quá nhiều vào những hiệu ứng âm thanh đặc biệt".
Bài hát chủ đề "Sexy, Free & Single" mô tả cuộc sống đầy hấp dẫn và tự do của một người đàn ông độc thân là một bài hát thuộc thể loại soulful Eurohouse với đoạn điệp khúc dễ nhớ và dễ gây nghiện. Bài hát được sáng tác bởi các nhạc sĩ người Đan Mạch Daniel 'Obi' Klein, Thomas Sardorf, Lasse Lindorff và viết lời bởi Yoo Young-jin. Ca khúc thứ 2 được quảng bá là "From U", một bản med-tempo R&B được dành riêng cho fanclub của nhóm là ELF, cũng được sáng tác và viết lời bởi nhạc sĩ Yoo Youngjin. Bài này nói về lòng biết ơn của các chàng trai Super Junior với ELF, và dù có những lúc không vừa lòng với nhau nhưng giữa họ vẫn luôn là một tình yêu lớn lao. Bài hát thứ 3 là "NOW" nói về việc tạm rời khỏi cuộc sống thường nhật để đi ra biển. "Rockstar" là một ca khúc được pha trộn giữa nhạc club, electronic với hip hop. "Someday" là một bài hát lại (cover) từ Lee Sang-eun, trong khi "Bittersweet" được hát bởi Kyuhyun, Yesung, Sungmin và Ryeowook. "Gulliver" được viết bởi Eunhyuk, do Donghae và Ryeowook hát còn Leeteuk, Shindong và Eunhyuk thể hiện phần rap. Vào ngày 30 tháng 6, SM Entertainment tung ra một video với phần hình ảnh là những bức hình teaser chưa được công bố cho album vol 6 và nhạc nền là trích đoạn các bài từ album với tổng độ dài khoảng 1 phút rưỡi thông qua trang Youtube chính thức SMTOWN.
Super Junior đã thực hiện ghi hình cho video âm nhạc tại Namyangju, tỉnh Gyeonggi, với vũ đạo cho bài hát chủ đề "Sexy, Free & Single" được biên đạo bởi Devin Jamieson, người đã từng làm việc với các nghệ sĩ như BoA, Michael Jackson, Britney Spears và Hilary Duff. Ngoài ra, vũ đạo còn được phát triển thêm nhờ các vũ sư khác như Lyle Beniga, Nick Baga và Devon Perri. Vào ngày 29 tháng 6, MV teaser đã được phát hành trên kênh youtube chính thức của SM Entertainment, và sau đó MV cũng đã được tung ra vào ngày 3 tháng 7 cùng lúc trên youtube và trang Yin Yue Tai Trung Quốc.

### Phiên bản tiếng Nhật
Vào ngày 29 tháng 6, trong buổi họp báo tại lễ trao giải Mnet 20's Choice Awards, các thành viên Super Junior đã xác nhận rằng họ đã ghi âm phiên bản tiếng Nhật cho bài hát chủ đề "Sexy, Free & Single" cùng với một video âm nhạc (Music video) và các bài hát khác. Tuy nhiên nhóm vẫn chưa có kế hoạch quảng bá tại Nhật.

## Danh sách bài hát
1. "Sexy, Free & Single" - 3:44
2. "너로부터" (From U) - 3:11
3. "NOW" - 3:53
4. "Rockstar" - 3:11
5. "걸리버" (Gulliver) - 3:25
6. "언젠가는" (Someday) - 4:13
7. "달콤씁쓸" (Bittersweet) - 3:26
8. "빠삐용" (Butterfly) - 3:08
9. "머문다" (Daydream) - 3:44
10. "헤어지는 날" (A ‘Good’bye) - 3:48

## Quảng bá
Một buổi họp báo với sự tham gia của 10 thành viên Super Junior nhằm giới thiệu album mới "Sexy, Free & Single" đã được tổ chức vào ngày 3 tháng 7 tại khách sạn Imperial Palace. Buổi họp báo đã thu hút được cả giới truyền thông và các nhà báo quốc tế đến từ các nước như Đài Loan, Trung Quốc, Nhật Bản, và Kazakhstan... Đây là hoạt động trở lại đầu tiên của Kangin kể từ khi hoàn thành nghĩa vụ quân sự. Nhóm cũng đã có màn diễn trở lại trên chương trình âm nhạc M! Countdown của Mnet vào ngày 5 tháng 7, trình diễn "Sexy, Free & Single" và "From U". Đây là màn trình diễn trên sân khấu đầu tiên của Kangin cùng Super Junior sau 3 năm vắng mặt.

## Bảng xếp hạng
Ngay sau khi phiên bản nhạc số của album được phát hành, nó đã xuất hiện trong top album trên iTunes của nhiều quốc gia, bao gồm Hoa kỳ, Canada, Australia, Pháp, Nhật Bản và đứng thứ 6 ở Mexico.
Cả 10 bài hát trong album này cùng với bài hát chủ đề Mr. Simple của album thứ 5 đã chiếm hết 11 vị trí đầu tiên trong suốt những ngày đầu phát hành và thậm chí cả bảng xếp hạng tuần đầu tiên tại KKBOX Đài Loan. Bài hát chủ đề lần này là Sexy, Free & Single còn đánh bật vị trí số 1 của Mr. Simple, kết thúc thành tích 46 tuần liên tiếp đứng thứ nhất của nó tại đây.[a]

## Lịch sử phát hành
| Quốc gia | Ngày                                  | Định dạng  | Công ty phát hành |
| -------- | ------------------------------------- | ---------- | ----------------- |
| Hàn Quốc | 1 tháng 7 năm 2012 4 tháng 7 năm 2012 | Nhạc số CD | KMP Holdings      |
| Đài Loan | 3 tháng 7                             | Nhạc số    | Avex Taiwan       |

## Thành phần
- Hát chính, hát nền - Super Junior: Leeteuk, Yesung, Kangin, Shindong, Sungmin, Eunhyuk, Donghae, Siwon, Ryeowook và Kyuhyun